# Cicurina pagosa
Espèce
Synonymes
- Cicurina rubra Chamberlin & Ivie, 1940

Cicurina pagosa est une espèce d'araignées aranéomorphes de la famille des Cicurinidae.

## Distribution
Cette espèce est endémique du Colorado aux États-Unis,. Elle se rencontre vers Pagosa Springs et Idaho Springs.

## Description
La femelle holotype mesure 8,30 mm.
Le mâle décrit par Chamberlin et Ivie en 1940 sous le nom Cicurina rubra mesure 6,12 mm.

## Systématique et taxinomie
Cette espèce a été décrite par Chamberlin et Ivie en 1940.
Cicurina rubra a été placée en synonymie par Roth et Brown en 1986.

## Étymologie
Son nom d'espèce lui a été donné en référence au lieu de sa découverte, Pagosa Springs.

## Publication originale
- Chamberlin & Ivie, 1940 : « Agelenid spiders of the genus Cicurina. » Bulletin of the University of Utah, Biological Series, vol. 30, no 18, p. 1-108.